# V446 Геркулеса
V446 Геркулеса (лат. V446 Herculis) — тройная звезда** в созвездии Геркулеса на расстоянии приблизительно 4386 световых лет (около 1345 парсек) от Солнца.
Пара первого и второго компонентов — новая***, двойная катаклизмическая переменная звезда (NA). Видимая звёздная величина звезды — от +18,8m до +2,8m. Орбитальный период — около 0,2071 суток (4,97 часа).
Вспышка произошла 3 марта 1960 года, открыта норвежским астрономом Олафом Хасселем 7 марта 1960 года*.

## Характеристики
Первый компонент — аккрецирующий белый карлик спектрального класса pec(Nova). Масса — около 1,09 солнечной*.
Второй компонент — оранжевый карлик спектрального класса K. Масса — около 0,46 солнечной, радиус — около 0,59 солнечного, светимость — около 0,392 солнечной. Эффективная температура — около 5956 K.